# Les Chemins de la liberté (film, 1995)
Pour les articles homonymes, voir Les Chemins de la liberté.
Pour plus de détails, voir Fiche technique et Distribution.
Les Chemins de la liberté (The Run of the Country) est un film américano-irlandais réalisé par Peter Yates, sorti en 1995.

## Fiche technique
- Titre original : The Run of the Country
- Titre français : Les Chemins de la liberté
- Réalisation : Peter Yates
- Scénario : Shane Connaughton d'après son livre
- Photographie : Mike Southon
- Pays d'origine : États-Unis - Irlande
- Date de sortie : 1995

## Distribution
- Albert Finney : le père de Danny
- Matt Keeslar : Danny
- Victoria Smurfit : Annagh
- Anthony Brophy : Prunty
- David Kelly : Père Gaynor